# أحمد أبا الصافي
أحمد فيصل أبا الصافي ، لاعب كرة قدم كويتي. و هو يلعب مع نادي النصر الكويتي.